# 白线树蛙
白线树蛙（学名：Zhangixalus leucofasciatus）一种分布于中国南方等地区的两栖动物，隶属于树蛙科张树蛙属。模式产地为广西金秀县罗香乡罗丹村。

## 形态特征
白线树蛙雄蛙体长35～48毫米。身体皮肤较光滑，背部呈绿色，体侧具有一条宽约2毫米的乳白色纵带纹；腹面为乳黄色。

## 保护
本种于2023年被收录入《有重要生态、科学、社会价值的陆生野生动物名录》。